# كفر لاقف
كفر لاقف  قرية من قرى الضفة الغربية وتتبع محافظة قلقيلية، ومن القرى التي وقعت في حرب 1967. 
وصف القرية:
على الشارع العام الذي يصل المدينتين:نابلس- قلقيلية، في الضفة الغربية وعلى بعد اثنين وعشرين كيلومتر غربي مدينة نابلس وعلى تلة صغيرة، تمتد قرية فلسطينية تسمى قرية «كفر لاقف» على ما يقرب من مائة وثلاثين دونما فقط، حددها الاحتلال في مخطط الهيكل التنظيمي للقرية من اصل مساحة القرية التي تزيد على ثلاثة كيلومترات مربعة، تشكل الأراضي التي تمتلكها أهل القرية، والتي لها جذور تاريخية، ترجع لآلاف السنين قبل الميلاد دلالاتها وما تكتنزها أرضها من اثار يظهر منه الكنز اليسير.
ويجمع الرواة على ان القرية كانت قديما مدينة كبيرة، وهناك الدلائل والشواهد الحية تثبت ذلك، ومعظم الرواة يقولون انها كانت تسمى مدينة الصيني، حيث تصنع الادوات المختلفة من التراب الحوري بعد عجنها، والادلة تطابق هذا التبرير، والتوراة القديمة فيها ما يدعم الاعتقاد بانها كانت مدينة كبيرة، حيث ورد في التوراة «لقد كان سكان قانا يصعدون إلى مدينة العباسية لشراء حاجاتهم». وقانا تبعد عن القرية كيلومتر واحد. وقانا كلمة سريانية بمعنى (العش) وقد تدكون تحريفا لكلمة فانيا بمعنى (القصب).
يحيط بالقرية قرى فلسطينية، فقرية عزون وصير وعزبة حمادة من الجهة الغربية، وقرى حجة وباقة الحطب وكور وكفر عبوش وكفر زيباد من الجهة الشمالية، وقريتا جينصافوط والفندق من الجهة الشرقية، وقرية دير استيا وقانا من الجهة الجنوبية، يبلغ عدد سكان القرية حوالي الف وخمسمائة نسمة.
اصل تسمية القرية وتطويرها:
اسم القرية مكون من كلمتين: "كفرلاقف " الكلمة الأولى "كفر تعني الزراعة، وتطلق على الناس الذين يسترون الحب، ويغطونه فهي تعني المزارع الفلاح الذي يغطي الحب بعد بذره سواء بالحفر ام بالحراثة أو بأي وسيلة كانت، فعبارة الذين يكفرون الأرض بمعنى الذين يزرعون الأرض ويفلحونها، وهكذا نستطيع ان نقول، ان المقطع الأول من الاسم "لاقف "فيختلف المتناقلون حول سبب التسمية، ويتفقون ان الاسم _لاقف _مشتق من الفعل الثلاثي (لقف) كتعبير عن الحدث، فبينما ينقل البعض ان سكان القرية في البداية كان لا يتجاوز اصابع اليدين، ولقلة عددهم كان يطمع بهم اللصوص وقطاع الطرق، فيسرقون من ماشيتهم ليلا، وعندما احس سكان القرية بذلك تكاتفو، واخذو يرصدون من حركة اللصوص بحذر وسرية، إلى ان قدم ثلاثة لصوص، ما ان دخلو حظيرة الماشية حتى قفزوا عليهم من وراء سلسلة، من على شجرة، على بيت........ولقفوهم، أي امسكو بهم، فسميت هذه العملية، عملية الإمساك "باللقف" وسميت القرية باسم لاقف.بينما يرى آخرون ان الاصل في التسمية يعود للكرم، فكون سكان القرية قليلي العدد، ويعيشون على الشارع العام الذي يربط بين نابلس بقلقيلية.والمسافرون الذين يطرقون سوق مدينة اللد لشراء أو بيع دوابا فيه، أو المتجهون إلى مدينة يافا لبيع الجبنة أو الزيت أو البيض........ وشراء بعض الحاجات منها كالملابس، أو المسافرون إلى الموانئ للعمل، أو العائدون شرقا لزيارة اهلهم. وهؤلاء المسافرون والمتنقلون غربا وشرقا يمرون من وسط القرية تقريبا، فكان أهل القرية يهمون بالترحاب بهم، ويشددون على ضيافتهم، هادفين من وراء ذلك كسب محبة الناس، أو على الاقل اتقاء شرهم –لاحساسهم بالضعف-فقيل انهم يلقفون الضيف لقفا، ومن ثم عرفوا باسم "لاقف" وهكذا تم وضع اسم «كفر لاقف»
مناخ القرية:
هو مناخ حوض البحر المتوسط، لقربها من البحر تقريبا، إذ تبعد عنه هوائيا ما لايزيد عن خمسة وعشرين كيلو متر، ولهذا فهي معتدلة الحرارة صيفا وشتاء ً، إذ تتراوح درجة الحرارة صيفا عادة من 13 ليلا -27 نهارا، باستثناء حالات نادره ترتفع فيها درجات الحرارة عندما يعم المنطقة بأسرها مرتفع جوي، وتهب الرياح شرقيه حاره جدا وجافه وتصل إلى 35، ومع ذلك فان نسيم الوادي الشمالي والجنوبي يلطفان كثيرا من الجو ويمكن القول: ان القانتين والمطلين عن الوأديان الشمالي والجنوبي لا يشعران بضغط قوي حتى في متل هذه الحالة.
واما في الشتاء فأحيانا تهبط درجة الحرارة إلى الصفر أو اقل قليلا وتتساقط الثلوج ولكنها لا تطول وليست ظاهره سنويه وعدم بعدها عن البحر، يلطف الجو باستمرار. أما بالنسبة للشتاء فأحيانا يكون شتائها دافئا، وتتراوح درجة الحرارة فيه بصوره اجماليه من (6-20) تسقط فيها الأمطار شتاء ً، وأحيانا يبدأ هطول الأمطار في فصل الخريف، أوائل شهر تشرين الأول، وكذلك يستمر سقوط الأمطار في فصل الربيع وخاصه شهر آذار ونيسان ويصادف سقوط أمطار غزيره في شهر ايار بينما سقوط أمطار خفيفه في هذا الشهر ليست صدفه، ومعدل سقوط الأمطار من (450_600) ملم سنويا، وفي السنوات غزيرة الأمطار تصل إلى 100 ملم وربما اكتر، ولكنها سنوات معدوده، وتهب على القرية رياح غربيه جنوبيه، ورياح شماليه غربيه معتدله، وأحيانا رياح شرقيه تكون قويه في الخريف والشتاء، وتكون شديدة البرود قليلة الرطوبة.
نباتات طبيعيه في القرية:
يكثر في القرية نباتات طبيعيه، سواء الاشجار المعمره تقريبا أو التي تعيش سنوات عديده متل البلوط، السويد والسنديان والبطم والسريس والخروب والإجاص، ويوجد كذلك نباتات السنويه التي تظهر في اواخر الشتاء في فصل الربيع متل خبيزه القريص السلك والحميض والبصليان والعكوب.

وصف القرية:
على الشارع العام الذي يصل المدينتين: نابلس- قلقيلية، في الضفة الغربية وعلى بعد اثنين وعشرين كيلومتر غربي مدينة نابلس وعلى تلة صغيرة، تمتد قرية فلسطينية تسمى قرية «كفر لاقف» على ما يقرب من مائة وثلاثين دونما فقط، حددها الاحتلال في مخطط الهيكل التنظيمي للقرية من اصل مساحة القرية التي تزيد على ثلاثة كيلومترات مربعة، تشكل الأراضي التي تمتلكها أهل القرية، والتي لها جذور تاريخية، ترجع لالاف السنين قبل الميلاد دلالاتها وما تكتنزها أرضها من اثار يظهر منه الكنز اليسير.
ويجمع الرواة على ان القرية كانت قديما مدينة كبيرة، وهناك الدلائل والشواهد الحية تثبت ذلك، ومعظم الرواة يقولون انها كانت تسمى مدينة الصيني، حيث تصنع الادوات المختلفة من التراب الحوري بعد عجنها، والادلة تطابق هذا التبرير، والتوراة القديمة فيها ما يدعم الاعتقاد بانها كانت مدينة كبيرة، حيث ورد في التوراة «لقد كان سكان قانا يصعدون إلى مدينة العباسية لشراء حاجاتهم». وقانا تبعد عن القرية كيلومتر واحد. وقانا كلمة سريانية بمعنى (العش) وقد تكون تحريفا لكلمة فانيا بمعنى (القصب).
يحيط بالقرية قرى فلسطينية، فقرية عزون وصير وعزبة حمادة من الجهة الغربية، وقرى حجة وباقة الحطب وكور وكفر عبوش وكفر زيباد من الجهة الشمالية، وقريتا جينصافوط والفندق من الجهة الشرقية، وقرية دير استيا وقانا من الجهة الجنوبية، يبلغ عدد سكان القرية حوالي الف وخمسمائة نسمة.

اصل تسمية القرية وتطويرها:
اسم القرية مكون من كلمتين: "كفرلاقف " الكلمة الأولى "كفر تعني الزراعة، وتطلق على الناس الذين يسترون الحب، ويغطونه فهي تعني المزارع الفلاح الذي يغطي الحب بعد بذره سواء بالحفر ام بالحراثة أو بأي وسيلة كانت، فعبارة الذين يكفرون الأرض بمعنى الذين يزرعون الأرض ويفلحونها، وهكذا نستطيع ان نقول، ان المقطع الأول من الاسم "لاقف "فيختلف المتناقلون حول سبب التسمية، ويتفقون ان الاسم _لاقف _مشتق من الفعل الثلاثي (لقف) كتعبير عن الحدث، فبينما ينقل البعض ان سكان القرية في البداية كان لا يتجاوز اصابع اليدين، ولقلة عددهم كان يطمع بهم اللصوص وقطاع الطرق، فيسرقون من ماشيتهم ليلا، وعندما احس سكان القرية بذلك تكاتفو، واخذو يرصدون من حركة اللصوص بحذر وسرية، إلى ان قدم ثلاثة لصوص، ما ان دخلو حظيرة الماشية حتى قفزوا عليهم من وراء سلسلة، من على شجرة، على بيت........ولقفوهم، أي امسكو بهم، فسميت هذه العملية، عملية الإمساك "باللقف" وسميت القرية باسم لاقف.بينما يرى آخرون ان الاصل في التسمية يعود للكرم، فكون سكان القرية قليلي العدد، ويعيشون على الشارع العام الذي يربط بين نابلس بقلقيلية.والمسافرون الذين يطرقون سوق مدينة اللد لشراء أو بيع دوابا فيه، أو المتجهون إلى مدينة يافا لبيع الجبنة أو الزيت أو البيض........ وشراء بعض الحاجات منها كالملابس، أو المسافرون إلى الموانئ للعمل، أو العائدون شرقا لزيارة اهلهم. وهؤلاء المسافرون والمتنقلون غربا وشرقا يمرون من وسط القرية تقريبا، فكان أهل القرية يهمون بالترحاب بهم، ويشددون على ضيافتهم، هادفين من وراء ذلك كسب محبة الناس، أو على الاقل ات شرهم –لاحساسهم بالضعف-فقيل انهم يلقفون الضيف لقفا، ومن ثم عرفوا باسم "لاقف" وهكذا تم وضع اسم «كفر لاقف»
مناخ القرية:
هو مناخ حوض البحر المتوسط، لقربها من البحر تقريبا، إذ تبعد عنه هوائيا ما لايزيد عن خمسة وعشرين كيلو متر، ولهذا فهي معتدلة الحرارة صيفا وشتاء ً، إذ تتراوح درجة الحرارة صيفا عادة من 13 ليلا -27 نهارا، باستثناء حالات نادره ترتفع فيها درجات الحرارة عندما يعم المنطقة بأسرها مرتفع جوي، وتهب الرياح شرقيه حاره جدا وجافه وتصل إلى 35، ومع ذلك فان نسيم الوادي الشمالي والجنوبي يلطفان كثيرا من الجو ويمكن القول: ان القانتين والمطلين عن الوأديان الشمالي والجنوبي لا يشعران بضغط قوي حتى في متل هذه الحالة.
واما في الشتاء فأحيانا تهبط درجة الحرارة إلى الصفر أو اقل قليلا وتتساقط الثلوج ولكنها لا تطول وليست ظاهره سنويه وعدم بعدها عن البحر، يلطف الجو باستمرار. أما بالنسبة للشتاء فأحيانا يكون شتائها دافئا، وتتراوح درجة الحرارة فيه بصوره اجماليه من (6-20) تسقط فيها الأمطار شتاء ً، وأحيانا يبدأ هطول الأمطار في فصل الخريف، أوائل شهر تشرين الأول، وكذلك يستمر سقوط الأمطار في فصل الربيع وخاصه شهر آذار ونيسان ويصادف سقوط أمطار غزيره في شهر ايار بينما سقوط أمطار خفيفه في هذا الشهر ليست صدفه، ومعدل سقوط الأمطار من (450_600) ملم سنويا، وفي السنوات غزيرة الأمطار تصل إلى 100 ملم وربما اكتر، ولكنها سنوات معدوده، وتهب على القرية رياح غربيه جنوبيه، ورياح شماليه غربيه معتدله، وأحيانا رياح شرقيه تكون قويه في الخريف والشتاء، وتكون شديدة البرود قليلة الرطوبة.
نباتات طبيعيه في القرية:
يكثر في القرية نباتات طبيعيه، سواء الاشجار المعمره تقريبا أو التي تعيش سنوات عديده متل البلوط، السويد والسنديان والبطم والسريس والخروب والإجاص، ويوجد كذلك نباتات السنويه التي تظهر في اواخر الشتاء في فصل الربيع متل خبيزه القريص السلك والحميض والبصليان والعكوب.
المياه:
يشرب أهل القرية من آبار الجمع، والتي في غالبيتها محفورة على شكل اجاصة منذ القدم، قامو بتنظيفها وقصارتها، وبعد التوسع العمراني بعد الستينات في القرية، والامتداد نحو الجنوب، واخذو ينشئون آبار الجمع، اما على شكل اجا صة واما مستطيل - بركة-.
كان أهل القرية في سنين القحط، وقلة الأمطار يعتمدون على المياه السطحية في الوادي قانا، سواء لشربهم أو سقي حيواناتهم ومواشيهم، واما بعد الستينات والتطورالحضاري في القرية وتحسن الظروف المعيشيه، فانهم في غالبيتهم يعتمدون على مياه الأمطار شتاء ومن بداية اذاراو نيسان وحتى كانون أول، فيستعينون بصهاريج الماء، مع ان جميع المستوطانات المجاورة تحصل على حاجتها من الماء 
من البئر الارتوازي، الذي حفروه عام 1980 في اراضي القرية المطله على وادي قانه. كل الدلائل تشير على ان مياهها جوفيه قويه ترقد، سواء في المناطق التي تلامس وادي أبو طي شمالا أو المناطق المطله على وادي قانا جنوبا. وبعون الله وبحمده تم مشروع المياه الذي كافح المجلس القروي طويلا للحصول على هذا المشروع.
اصل السكان، العائلات الموجودة، الهجرة ومشكلاتها والعادات والتقاليد:
كان في كفر لاقف 1922 م 95 نسمه، بلغوا في عام 1931 م 141 نسمه، منهم78 ذكر و63 انثى ولهم 27, بيت، ومن العائلات التي تسكن القرية
1: مدنيه
2: عساف
3جبر
4: عوض
5ال خطيب